# Атома (Рей Палмър)
Рей Палмър (на английски: Ray Palmer) е измислен супергерой от издателите ДиСи Комикс, известен като Атом, за първи път в „Сребърния век“, в комикс на „Showcase“ брой 34 (септември-октомври 1961). Пълното му име е Реймънд Палмър. В комиксите той е висок 182 см (6 фута) и тежи 82 кг. с кафяви очи и коса. Работи като професор в университет.

## История
Рей Палмър е Атом, супергерой със способността да се смалява и уголемява до невероятни размери, като същевременно запазва пълната си маса, което го прави страшен боец. Той е бил член на оригиналната Американска лига на справедливостта, където е спечелил голямо уважение от своите връстници. Освен кариерата си за борба с престъпността, той е и един от най-добрите научни умове в света, като се има предвид, че е брилянтен физик. Той е способен да се смалява до субатомни размери и да изследва вселената на границата, неизвестна за всеки друг човек.

## Личен характер
Рей Палмър е трудолюбив, посветен човек. Всъщност, „посветен“ едва ли е точната дума за него; „обсебен“ е малко по-близо до истината. Щом Рей започва да работи по проблем или загадка, няма нищо, което да го спре. Това самоуверено преследване на целите му е повече от „една малка причина“ за разбития брак на Рей. Въпреки отдадеността си, Рей е уравновесен герой и приличен човек.